# Gilchrist's

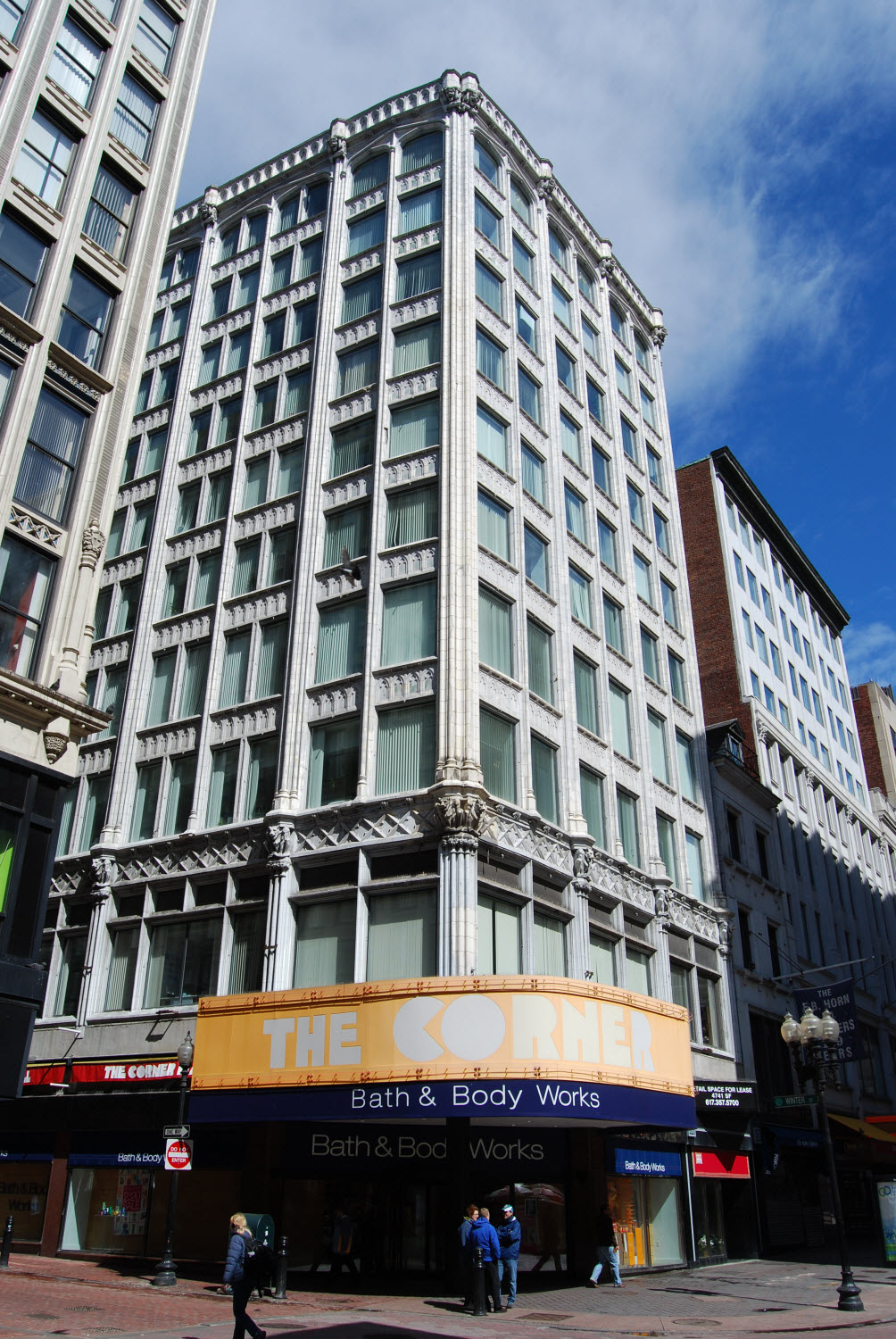
Voormalige Gilchrist vclaggenschipwinkel, Downtown Crossing, Boston

Gilchrist's was een warenhuis in de Amerikaanse stad Boston. De vlaggenschipwinkel bevond zich op de kruising van Washington Street en Winter Street, tegenover de warenhuizen Filene's en Jordan Marsh in Downtown Crossing, het centrum van Boston. Deze drie domineerden lange tijd het winkelgebied van Boston domineerden.
Het warenhuis werd in 1842 geopend, een jaar na Jordan Marsh. Gilchrist's werd als minder luxueus beschouwd als de tegenover liggende warenhuizen, maar deed even goede zaken. 

## Geschiedenis
De geschiedenis van Gilchrist's gaat terug naar een textielwinkel die was gevestigd aan Washington Street in Boston in de jaren 1840, die eigendom was van George Turnbull & Co. R. Gilchrist werkte als bediende in de winkel en werd in 1855 partner, toen Turnbull met pensioen ging.
In 1855 werd er een nieuwe winkel geopend op Winter Street 5. In 1862 werd de naam van de firma Churchill, Watson & Co. en in 1874 werd de naam gewijzigd in Churchill, Gilchrist & Smith. In 1877 was het R. & J. Gilchrist, in 1893 Gilchrist & Co., en in 1901 Gilchrist Co., met John Gilchrist als enige eigenaar.
In 1896 werd de winkel uitgebreid. In maart 1900 werd aan Washington Street een nieuw gebouw geopend, ontworpen door de architect Richard Clipston Sturgis. In 1905 huurde het bedrijf een groot pand - het Century Building - op de hoek van Washington Street en Winter Street, naast de bestaande winkel. Zodoende werd de vloeroppervlakte met 50.000 vierkante voet uitgebreid.
Al in 1900 werd het gebouw aangeduid als ‘het daglichthuis’, vanwege de grote ramen en een schacht van het dak tot op de begane grond, die gebruikmaakte van het natuurlijke licht. Dit concept werd verder ontwikkeld toen het deel van de winkel in het oude Century-gebouw werd afgebroken om plaats te maken voor een nieuw gebouw. Dit werd in oktober 1912 geopend. Het nieuwe ontwerp omvatte prismatische glazen ramen. De vloeroppervlakte werd verdubbeld en er werden veel nieuwe afdelingen toegevoegd.
In de jaren 1940 begon Gilchrist's zich uit te breiden naar oudere voorsteden. In 1964 had Gilchrist's acht vestigingen in de staat Massachusetts: Quincy, Brockton, Framingham, Medford, Waltham, Stoneham, Cambridge en Dorchester. De winkel van het bedrijf in Cambridge was gevestigd in de kelder van de supermarkt Star Market in het winkelcentrum Porter Square.
De opkomst van winkelcentra leidde tot de teloorgang van de winkels in het stadscentrum. Gilchrist's werd tot de sluiting in 1977 op de tweede plaats gezet ten opzichte van de andere grote winkels. Het vlaggenschip in Downtown Crossing werd vervangen door een winkelcentrum genaamd The Corner in het oorspronkelijke gebouw van Gilchrist.